# Adanech Anbesa
Adanech Anbesa (23 de enero de 1998) es una deportista de Etiopía que compite en atletismo. Ganó una medalla de oro en el Campeonato Mundial de Atletismo Sub-20 de 2016, en la prueba de 1500 m.